# All the Sins of Sodom

All the Sins of Sodom est un film érotique américain de Joseph W. Sarno sorti en 1968

## Synopsis
Henning est un photographe réputé que son agent incite à réaliser un album de photos érotiques. Il travaille pour cela avec Leslie son modèle préféré qui est aussi sa maîtresse. Cependant celle-ci n'arrive pas à lui fournir les clichés qu'il espère obtenir. Survient alors Joyce une jeune femme envoyée par son agent qui n'intéresse pas Henning mais qui accepte de la loger provisoirement, celle-ci étant à la rue. Petit à petit Joyce va s'immiscer dans l'univers d'Hemming. Celui-ci a un jour l'idée de l'utiliser pour exciter Jessie, elle se place derrière cette dernière pendant une séance de photo et le résultat satisfait pleinement le photographe. Joyce tentera ensuite d'écarter Jessie afin de prendre sa place. Mais le jour où elle déclare s'en aller Henning ne fait rien pour la retenir, par dépit elle détruit tous les négatifs du photographe.

## Fiche technique
- Réalisateur : Joseph W. Sarno
- Scénariste : Joseph W. Sarno
- Producteurs : Morris Kaplan, Peggy Steffans
- Photographie : Steve Silverman, Bruce G. Sparks
- Durée : 1 h 28 min
- Date de sortie
  - États-Unis : 17 juin 1968
- Langue : anglais
- Format : Noir et blanc

## Distribution
- Sue Akers : Joyce
- Maria Lease : Leslie
- Cherie Winters : Le modèle blond vedette
- Marianne Prevost : L'autre modèle blond
- Peggy Steffans : L'agent du photographe
- Morris Kaplan : le préposé à l'ascenseur

## Autour du film
- Le film a bénéficié d'une sortie en DVD en 2010 par Arte éditions